# Maira tincta
Maira tincta là một loài ruồi trong họ Asilidae. Maira tincta được Meijere miêu tả năm 1913. Loài này phân bố ở miền Australasia.